# Toviparkiet
De toviparkiet (Brotogeris jugularis) is een vogel uit de familie Psittacidae (papegaaien van Afrika en de Nieuwe Wereld).

## Kenmerken
Deze groene vogel heeft een lengte van 18-20 cm en een duidelijk gele keelvlek. De vleugeldekveren zijn groenbruin, terwijl de overige delen blauwachtig groen zijn. De handpennen hebben een donkerblauwe kleur. De binnenzijde van de vleugels zijn heldergeel, uitgezonderd enkele grote groenblauwe veren. De ogen zijn bruin, de snavel is zwartgrijs en de poten donker vleeskleurig.

## Verspreiding en leefgebied
Deze soort komt voor van zuidwestelijk Mexico tot westelijk Venezuela en telt twee ondersoorten:
- B. j. jugularis: van zuidwestelijk Mexico tot noordelijk Colombia en noordwestelijk Venezuela.
- B. j. exsul: oostelijk Colombia en westelijk Venezuela.

## Status
De grootte van de populatie is in 2019 geschat op 0,5-5 miljoen volwassen vogels. Op de Rode lijst van de IUCN heeft deze soort de status niet bedreigd.